# Hina Sugitaová
Hina Sugitaová (japonsky 杉田 妃和, * 31. ledna 1997 Kitakjúšú) je japonská fotbalistka.

## Reprezentační kariéra
Za japonskou reprezentaci v letech 2018 až 2019 odehrála 15 reprezentačních utkání. Byla členkou japonské reprezentace i na Mistrovství světa ve fotbale žen 2019.

## Statistiky
| Japonsko | Japonsko | Japonsko |
| Roky     | Záp.     | Góly     |
| -------- | -------- | -------- |
| 2018     | 1        | 0        |
| 2019     | 14       | 0        |
| Celkem   | 15       | 0        |

## Úspěchy

### Reprezentační
- Mistrovství světa do 20 let:  2016
- Mistrovství světa do 17 let:  2014